# Aspiscellaria
Aspiscellaria is een geslacht van mosdiertjes uit de  familie van de Candidae. De wetenschappelijke naam ervan is in 2014 voor het eerst geldig gepubliceerd door Leandro M. Vieira,  Mary E. Spencer Jones, Judith E. Winston, Alvaro E. Migotto en Antonio C.Marques.

## Soorten
- Aspiscellaria bellula (Osburn, 1947)
- Aspiscellaria carmabi (Fransen, 1986)
- Aspiscellaria cornigera (Pourtalès, 1867)
- Aspiscellaria frondis (Kirkpatrick, 1890)
- Aspiscellaria hildae (Fransen, 1986)
- Aspiscellaria panamensis (Osburn, 1950)
- Aspiscellaria piscaderaensis (Fransen, 1986)
- Aspiscellaria unicornis (Liu, 1980)